# Râul Bălăcioasa
Râul Bălăcioasa este un curs de apă, afluent al râului Șușița. 